# Base di connettivi
Con base di connettivi s'intende un sottoinsieme di connettivi logici coi quali è possibile dare la definizione logica di tutti gli altri connettivi. Questa proprietà viene chiamata anche completezza funzionale.
Formano una base di connettivi, ad esempio, negazione, congiunzione e disgiunzione, oppure negazione e condizionale materiale.
Quest'ultima base di connettivi è pertanto utilizzata per il sistema ipotetico-deduttivo dato dagli assiomi di Hilbert.
Tra le basi di connettivi più potenti (in quanto contengono un solo connettivo) vi sono i funtori di Sheffer.